# Regulární zobrazení
Regulární zobrazení je zobecnění pojmu prostého zobrazení pro funkci jedné proměnné pro vícerozměrná zobrazení. Pokud je zobrazení na nějakém okolí bodu regulární, je na něm také jednoznačné a existuje k němu jednoznačné inverzní zobrazení. Formálně je regularita zobrazení definována nenulovostí Jacobiho determinantu v daném bodě.
Vyšetřováním regularity zobrazení lze mimo jiné určit nakolik je zobrazení vhodné pro transformaci souřadnic. Například pokud je zobrazení regulární na množině všech bodů trojrozměrné koule, nikdy ji nebude zobrazovat na objekt nižší dimenze, jako je křivka nebo plocha.